# Калідон

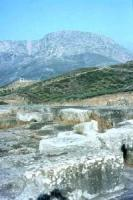
Руїни Калідонського храму

Калідон (грец. Κᾰλῠδών) — місто в Південній Етолії, засноване Етолом та у якому правив міфічний Ойней.

## Історія
Калідон згадується вже в «Іліаді» як «скелястий» та «прекрасний». Славився, головним чином, міфом про Калідонського вепря, який розповідається в Іліаді (I, 529). Ойней, цар Калідона, жертвуючи іншим богам, забув принести жертву Артеміді, яка, розгнівана, наслала на країну страшного вепра. Мелеагр, син Ойнея, убив вепра, але через шкуру і голову вбитого звіра запалала суперечка між калідонцями та їхніми сусідами куретами. Цим міфом поет Фрініх скористався у драмі «Плевронянки».
В історичний час Калідону належала велика область. В самому місті знаходився храм Артеміди Лафрії. Ще за часів Цезаря Калідон був укріплений (Caes. bc 3, 45), але при Августі занепав внаслідок заснування Нікополя. Руїни стін, воріт, акрополя і театру існують і понині.